# جائزة لطيف
جائزة لطيف (بالسندية: لطيف ايوارڊ)‏ هي جائزة تمنحها دائرة الثقافة والسياحة والآثار في حكومة إقليم السند لأفضل الباحثين والمغنين الذين عملوا بشكل استثنائي في مجال الفنون والبحوث المتعلقة بالشعر الصوفي للشاه عبد اللطيف بهتائي، وكذلك البحوث المتعلقة باللغة السندية والموسيقى السندية. هذه الجائزة هي أعلى وسام ثقافي من حكومة السند. جائزة لطيف هي نموذج ذهبي فريد، وهي عبارة عن آلة موسيقية وترية، يقال أن الشاه عبد اللطيف بهتائي اخترعها بنفسه.